# The Key to the Past
The Key to the Past è un cortometraggio muto del 1915 diretto da Charles Bartlett.

## Produzione
Il film fu prodotto dall'American Film Manufacturing Company.

## Distribuzione
Distribuito dalla Mutual Film, il film - un cortometraggio in due bobine - uscì nelle sale cinematografiche USA il 22 novembre 1915.